# Рескриптинг
Рескриптинг(є інші значення - програмування)[джерело?] (також рескриптинг в уяві) - дослідно-орієнтована техніка психологічної роботи, що використовує образи та уяву для втручання у травматичні спогади. Процес проводиться під керівництвом психолога чи психотерапевта, визначального способи роботи з конкретними травматичними спогадами, образами чи нічними кошмарами.
Рескриптинг допомагає перевизначити та створити нові нейронні мережі, які працюють на зменшення симптомів ПТСР та травми. У рамках сесії рескриптингу терапевт пропонує клієнту повторно поринути у спогад, над яким йде робота. У ключовій точці спогади або клієнт, або терапевт втручається в образ/спогад. Втручання може включати відновлення контролю над подією, створення нових результатів або відновлення влади над оповіддю про подію. Мета - встановити зв'язок з незадоволеними базовими потребами клієнта, що виникли в результаті спогаду/досвіду.

## Терапевтичне застосування
Було показано, що рескриптинг ефективний під час лікування посттравматичного стресового розладу, що виник у результаті дитячих травм.
Це дослідно-орієнтована техніка, яка передбачає активну роботу з уявними образами, а чи не просто розмову у тому, що сталося.
Техніка рескриптингу працює безпосередньо з причинами травми з метою реструктурування систем значення, що закріплюють симптоми ПТСР, викликають емоційний стрес і неадаптивну поведінку. Коли рескриптинг успішно змінює основне значення травматичних спогадів, створюються нові нейронні шляхи, що сприяють змінам у негативних схемах, основних системах переконань та поведінці.
Як і EMDR, рескриптинг може бути ефективним методом лікування травм без необхідності тривалого впливу травматичного досвіду у рамках терапевтичного процесу.

## Історія
Використання уяви як терапевтичної практики розвивалося у різних психологічних напрямах, доки стало емпірично підтвердженої практикой. Ці напрями включають гіпноз, психоаналіз, гештальт-терапію та КПТ.
П'єр Жане вперше застосував заміну образів у 1889 році. Він використовував гіпноз, щоб допомогти клієнтам переосмислити події, що травмують, як позитивний досвід. Ханскарл Лойнер розробив керовану афективну уяву як частину своєї терапевтичної моделі. Керована афективна візуалізація використовує певні образи, щоб ввести клієнта стан транса. Різноманітні образи-скейпи, які у цьому стані, допомагали клієнтам Лойнера викликати різні емоції, із якими йшла клінічна робота.
Уява займало центральне місце у гештальт-терапії. Фріц Перлз починав свої сеанси з того, що клієнт викликав образи зі снів, або з візуалізації. Перлз використовував ці образи, щоб визначити аспекти пацієнта, які могли спілкуватися з глибшими рівнями його підсвідомості.
Аарон Бек адаптував техніку Перлза у своїй групі когнітивної терапії на початку 1980-х. Це зробило роботу з уявою одним із основних інструментів психотерапії. Метод був удосконалений через його використання у когнітивній терапії посттравматичного стресового розладу, когнітивно-поведінкової терапії нічних кошмарів та схемотерапії розладів особистості.
Подальшим розвитком методу займався психолог Мервін Шмукер, який розширив моделі когнітивного лікування тривожних розладів Бека. Спочатку рескриптинг був насамперед орієнтований на жертв насильства у ранньому дитинстві, які страждають від впливу його наслідків на доросле життя.

## Ефективність

### Лікування посттравматичного стресу для солдата
Дослідження, опубліковане у 2016 році, продемонструвало ефективність рескриптингу в психотерапії німецьких солдатів, які страждають від ПТСР та пов'язаного з ним вживання наркотиків. У вибірку увійшли 24 солдати-чоловіки, які отримали тяжку травму, пов'язану з війною. 18 із 24 учасників дослідження повідомили про значне покращення свого емоційного стану та здатність успішно справлятися з травмою. Крім того, рівень їхньої провини, ймовірно, був значно знижений. У ході дослідження учасники залишалися в лікарні Бундесверу в Берліні протягом шести тижнів і щодня отримували 50-100-хвилинні сеанси терапії за індивідуально складеним планом лікування.

### Допомога людям зі спробами самогубства
Кінець 2013 року включає дві групи по 13 учнів, депресія та суї Смерті наших дітей передувала масштабна депресія в Бека. Вибірка в основному складалася з жінок у віці 20 років, які страждають від тяжкої депресії. Перед закінченням 90-хвилинного сценарного сеансу вони детально розповіли про своїх переживаннях, які зіткнулися з травмуючими бразами. Ціль була включена в те, щоб створити нову, підвищену самооцінку середини з когнітивної точки зору. У разі суїцидальності сповіщали вчителів. Наступним кроком є проведення подальших досліджень у цьому регіоні, можливо, вам слід надіслати більше інформації. Цей маршрут також був раніше вперше випробуваний у тому ж місці допомоги.